# Luzula echinata
Luzula echinata är en tågväxtart som först beskrevs av John Kunkel Small, och fick sitt nu gällande namn av Frederick Joseph Hermann. Luzula echinata ingår i Frylesläktet som ingår i familjen tågväxter. Inga underarter finns listade i Catalogue of Life.